# Palasa
Palasa ali Palasë (iz grškega starogrško Παλάσα, Palasa) je vas v bližini Narodnega parka Llogara na albanski rivieri. Vas leži 13 km od občinskega središča Himarë v okraju Vlorë v južni Albaniji. Večina prebivalcev Palase govori različico himariotskega grškega narečja, drugi pa albansko toskovsko narečje.

## Zgodovina
V klasični antiki je bilo na tem mestu naselje Kaonov, enega od treh glavnih antičnih grških  plemen v Epirju, imenovanih Palesti (grško  Παλαίστη).  4. januarja leta 48 pr. n. št. se je med  zasledovanjem Pompeja v Palasi izkrcal Julij Cezar.
Leta  1720 so se vasi Himara, Palasa, Ilias, Vuno, Pilur in Qeparo uprle delvinskemu paši.
Do 1750. let je imela občina Himarë več kot 50 vasi, na koncu 1780. pa samo še 16 na jadranski obali od Sarande to Palase.
Septembra 1916 sta provinci Himarë in Tepelenë postali del prefekture  Vlorë in postavljeni pod oblast italijanskih okupacijskih sil. Uradno upravno središče regije je postala Himarë, odgovorna za upravljanje tradicionalno pravoslavnih vasi Palasë, Dhërmi, Kudhës, Qeparo, Vuno in Iljas. Vse vasi so kljub temu obdržale svojo identireto.